# شکست نخورده (فیلم ۲۰۱۱)
«شکست نخورده» (انگلیسی: Undefeated) فیلمی آمریکایی در سبک مستند به کارگردانی تی. جی. مارتین است که در سال ۲۰۱۱ منتشر شد.